# Mademoiselle Champvallon
Pour les articles homonymes, voir Chabot.
Judith Chabot de Larinville, dite Mademoiselle Champvallon est une actrice française née vers 1667 et décédée à Paris le 21 juillet 1742.

## Biographie
Elle débute à la Comédie-Française en 1695. 
Sociétaire de la Comédie-Française en 1697. 
Retraitée en 1722.